# Nissan Cube
El Nissan Cube es un monovolumen del segmento B producido por el fabricante de automóviles japonés Nissan desde el año 1998. Se posiciona por encima del Nissan Micra, también del segmento B, y por debajo del Nissan Sunny y el Nissan Tiida. Tiene carrocería de tres y cinco puertas, motor delantero transversal, y se ofrece con tracción delantera y tracción a las cuatro ruedas. En otras partes del mundo el nissan cube se vendió bajo el nombre de nissan moco. 
Como indica su nombre, el Cube tiene formas cuadradas aunque con aristas redondeadas. Salvo en el Cube I, el capó es prácticamente horizontal, a diferencia de los monovolúmenes europeos. 

## Primera generación (1998-2002)

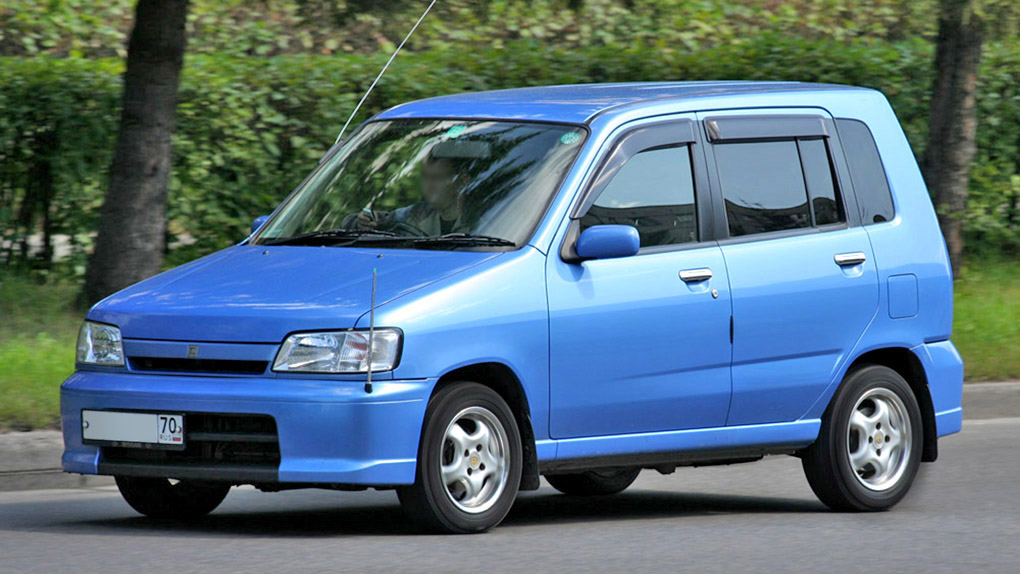
Nissan Cube I.

El Cube de primera generación se desarrolló sobre la plataforma del Micra. Se ofrecía con un motor de gasolina de cuatro cilindros en línea y 1.3 litros de cilindrada, en versiones de 82, 85 y 101 CV de potencia máxima. Estaban disponibles una caja de cambios automática de cuatro marchas y una transmisión continua variable según su tipo de motor, el CG13DE y CGA3DE, respectivamente.

## Segunda generación (2002-2008)

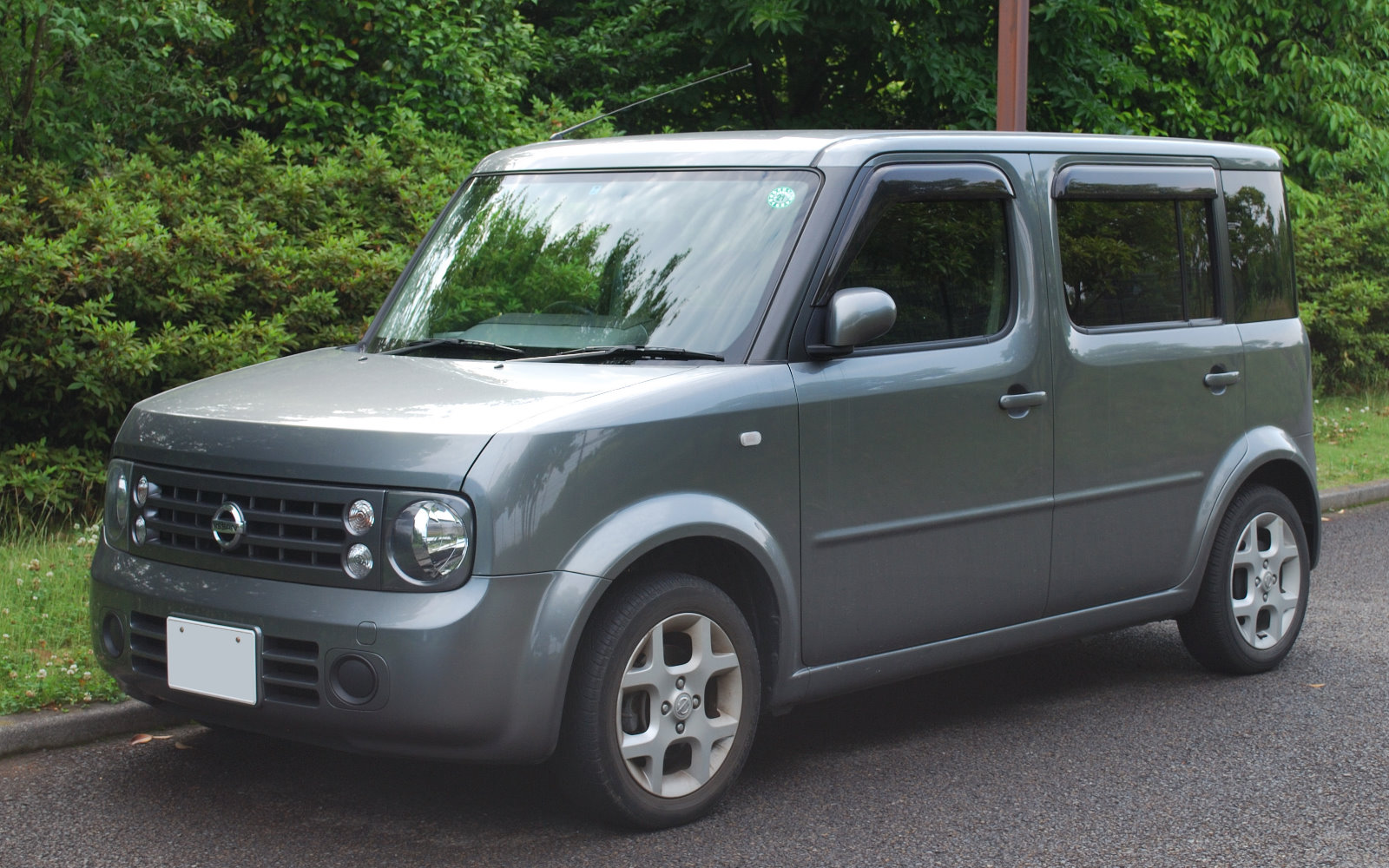
Nissan Cube^{3}

La segunda generación del Cube se puso a la venta en 2002. En 2005 se añadió una versión larga con capacidad para siete pasajeros, llamada Cube3. Sus dos motores eran gasolina de cuatro cilindros en línea: un 1.4 litros de 97 o 98 CV, y un 1.5 litros de 109 CV. Se mantuvieron las opciones de transmisión del Cube I.

## Tercera generación (2008-presente)

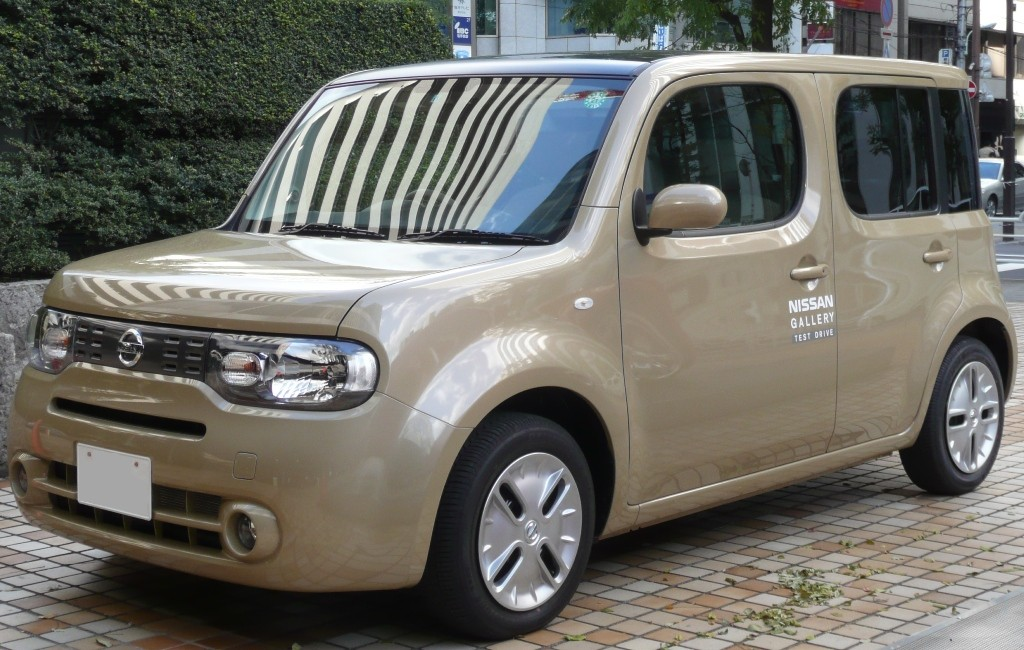
Nissan Cube III.

El Cube de tercera generación se presentó al público en el Salón del Automóvil de Los Ángeles de 2008 y comenzó a ofrecer al público ese mismo año. En Japón, su único motor es el mismo 1.5 litros de 109 CV de la generación anterior, acoplado a una transmisión variable continua. La versión norteamericana, a estrenarse en el segundo semestre de 2009, tendrá un motor de gasolina de 1.8 litros y se ofrecerá también con una caja de cambios manual de seis marchas.